# Piz Buin
O Piz Buin ( [ˌpits buˈiːn] (ajuda·info)) é uma montanha dos Alpes de Silvretta. Tem 3312 m de altitude e 544 m de proeminência topográfica e fica na fronteira Áustria-Suíça. É a montanha mais alta do estado austríaco de Vorarlberg.
O seu nome na língua romanche é Piz Buin Grand. Um cume próximo e semelhante mas mais baixo é chamado Piz Buin Pitschen e atinge 3255 m de altitude.